# Anstalten Ringsjön
Ringsjön är en kriminalvårdsanstalt med 40 platser för kvinnor i säkerhetsklass 3. Ringsjön ligger i anslutning till Rönneholms slott. Anläggningen öppnades den 3 mars 2008.

## Kort historik om anstalten och verksamhet
Ringsjön drivs av Kriminalvården som en öppen anstalt och har enbart kvinnor som intagna. De intagna kan efter beslut av socialtjänsten och Kriminalvården få bo tillsammans med yngre barn under straffets verkställighet. För att barn ska kunna vistas tillsammans med föräldern under intagningen krävs samarbete med socialtjänsten
Ringsjön öppnades i en ombyggd paviljong. Paviljongen hade tidigare varit avgiftningsavdelning, för patienter som skulle börja primärbehandling på Prokrami.  I mars 2018 utökades anstalten meden utökning med 11 platser i en nybyggd byggnad. Ännu en byggnad stod färdig i juli 2020.
10 juli 2023 meddelade Kriminalvården att anstalten Ringsjön kommer att mer än fördubbla antalet platser, från 40 till 89. Antalet ökar också till det dubbla. Orsaken är att det är trångt på anstalterna med överbeläggningar. 2023 förfogade anstalten över tre bostadspaviljonger med plats för 40 intagna. Vid utvidgningen kommer ytterligare en paviljong och ett annex. Vidare kommer Rönneholms slott att ingå i anläggningen. 
De 27 anställda ska utökas till 59. Av 10 298 påbörjade fängelsestraff 2022 var 764 straff av kvinnor det vill säga omkring 7 procent.